# 3277 Ааронсон
3277 Ааронсон (1984 AF1, 1962 CF, 1971 UV2, 1982 TU2, 3277 Aaronson) — астероїд головного поясу, відкритий 8 січня 1984 року.
Тіссеранів параметр щодо Юпітера — 3,136.